# دان ديلي
دان ديلي (بالإنجليزية: Dan Dailey)‏ هو نحات أمريكي، ولد في 1947.